# Честерфілд
Честерфілд (англ. Chesterfield) — ринкове місто і боро в Дербіширі, Англія. Він розташований 39 км на північ від Дербі і 18 км на південь від Шеффілда, в місці злиття річок Ротер і Гіппер. Боро — яке охоплює ще населені пункти Віттінгтон, Брімінгтон та Стейвлі — мало населення 103 800 осіб в 2011 році. Честерфілд — друге за величиною місто в церемоніальному графстві Дербішир, після міста Дербі.
Археологічне вивчення міста простежило його початок до 1 століття нашої ери і будівництва давньоримського форту,, який став непотрібним і покинутим, як тільки був досягнутий мир. Пізніше на його місці виросло англо-саксонське село. Назва Честерфілд походить від англо-саксонських слів caester (римський форт) і feld (пасовище).
Честерфілд отримав свою ринкову грамоту 1204 року. Він і досі має ринок середнього розміру з близько 250 наметів три дні на тиждень. Місто розташоване на великому вугільному басейні, і його видобуток складав більшу частину економіки до 1980-х років. Сьогодні лишилося мало наочних свідоцтв гірничодобувної промисловості.
Найвідомішою пам'яткою міста є церква Св. Марії і Всіх Святих, відома в народі своїм «кривим шпилем», яка була побудована в 14 столітті.

## Історія
Честерфілд був у «Сотні Скарсдейла». Місто отримало свою ринкову грамоту 1204 року від короля Джона. Грамота визначала Честерфілд вільним містом, надаючи бюргерам Честерфілда такі ж привілеї, як Ноттінгему і Дербі. В 1266 році він був місцем Битви при Честерфілді, в якій група бунтівних баронів була розбита армією роялістів.
Королева Англії Єлизавета I видала указ про інкорпорацію в 1594 (або 1598) році, створивши корпорацію, що складалась з мера, шести олдерменів, шести представників церкви (братії) і дванадцяти бюргерів. Ця структура керівництва містом залишилася до реформації боро згідно з Актом про муніципальні корпорації 1835 року. Боро спочатку складалося лише з міста Честерфілд, але було розширено 1892 р. за рахунок частин деяких прилеглих селищ. У 1920 році відбулося велике розширення, коли до боро був включений міський округ Новий Віттінгтон і Ньюболд. Честерфілд в нинішніх кордонах існує з 1 квітня 1974 року, коли відповідно до Акту про місцеве самоврядування 1972 року, боро Честерфілд було утворене поєднанням муніципального боро з міським округом Стейвлі і приходом Брімінтон Честерфілдського сільського округу.
Честерфілд виграв від будівництва Честерфілдської лінії — частини залізниці від Дербі до Лідса (лінія Північний Мідленд), яке було розпочато в 1837 року Джорджем Стефенсоном. Під час будівництва тунелю Клей Кросс був виявлений значний пласт вугілля. Воно і місцева залізна руда були негайно використані Стефенсоном, який створив компанію Клей Кросс для торгівлі сировиною.
Під час свого перебування в Честерфілді, Стефенсон жив у Таптон-Хаус до його смерті в 1848 році. Він похований у Троїцькій церкві. У 2006 році статуя Стефенсона була зведена поруч з залізничним вокзалом міста.

## Географія
Честерфілд знаходиться на злитті і в долинах річок Ротер і Гіппер  на вугільному басейні Ноттінгемшир, Дербішир і Йоркшир. Місто розташоване в східних передгір'ях Пеннінських гір, і також відоме як ворота в Національний парк Пік Дистрикт, що лежить на захід від міста.

## Економіка
В останні 30 років економіка в  та довкола Честерфілду зазнала значних змін, і основна зайнятість змінилась з первинного і вторинного секторів до третинного сектора. Місто розташовано на вугільному басейні і довкола було багато вугільних шахт . Зараз всі шахти закриті і майже не залишилось видимих слідів цієї галузі. Інші велику промислові підприємства також полишили міста, а їх територія перетворена на житлові, торгові та офісні приміщення. Найбільшим роботодавцем міста є тепер адміністративний департамент «Royal Mail/Post Office».

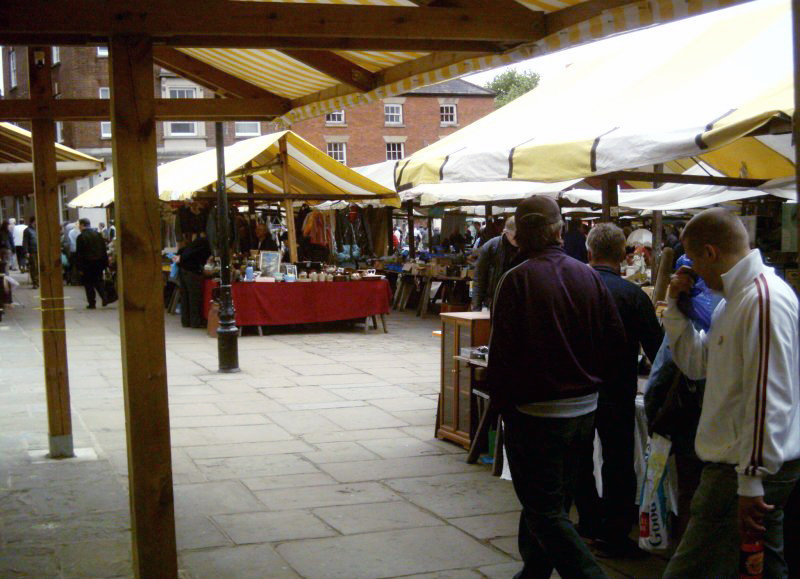
Частина ринку міста Честерфілд

Честерфілд є домівкою для одного з найбільших відкритих ринків у Великій Британії, в наметах по обидві сторони від критого ринку. В центрі міста, ряд вузьких середньовічних вуличок формують квартал «The Shambles», у якому розміщений один з найстаріших британських пабів «The Royal Oak».
У лютому 2006 року у Честерфілді відбувся перший міжнародний фестиваль пива без глютену CAMRA провела цей захід в рамках свого звичайного пивного фестивалю у місті.
«The Winding Wheel», раніше кінотеатр «Одеон», є багатофункціональним місцем, де проводяться концерти, виставки, конференції, вечірки, сімейні торжества, танці, бенкети, весілля, зустрічі, презентації і лекції. Помітні концерти включають Боба Гелдофа, The Proclaimers і Педді Макгіннесс. Честерфілдський симфонічний оркестр дає тут три концерти на рік.

## Транспорт
Місто розташоване на трасі А61, у 10 км від М1.

### Автобуси

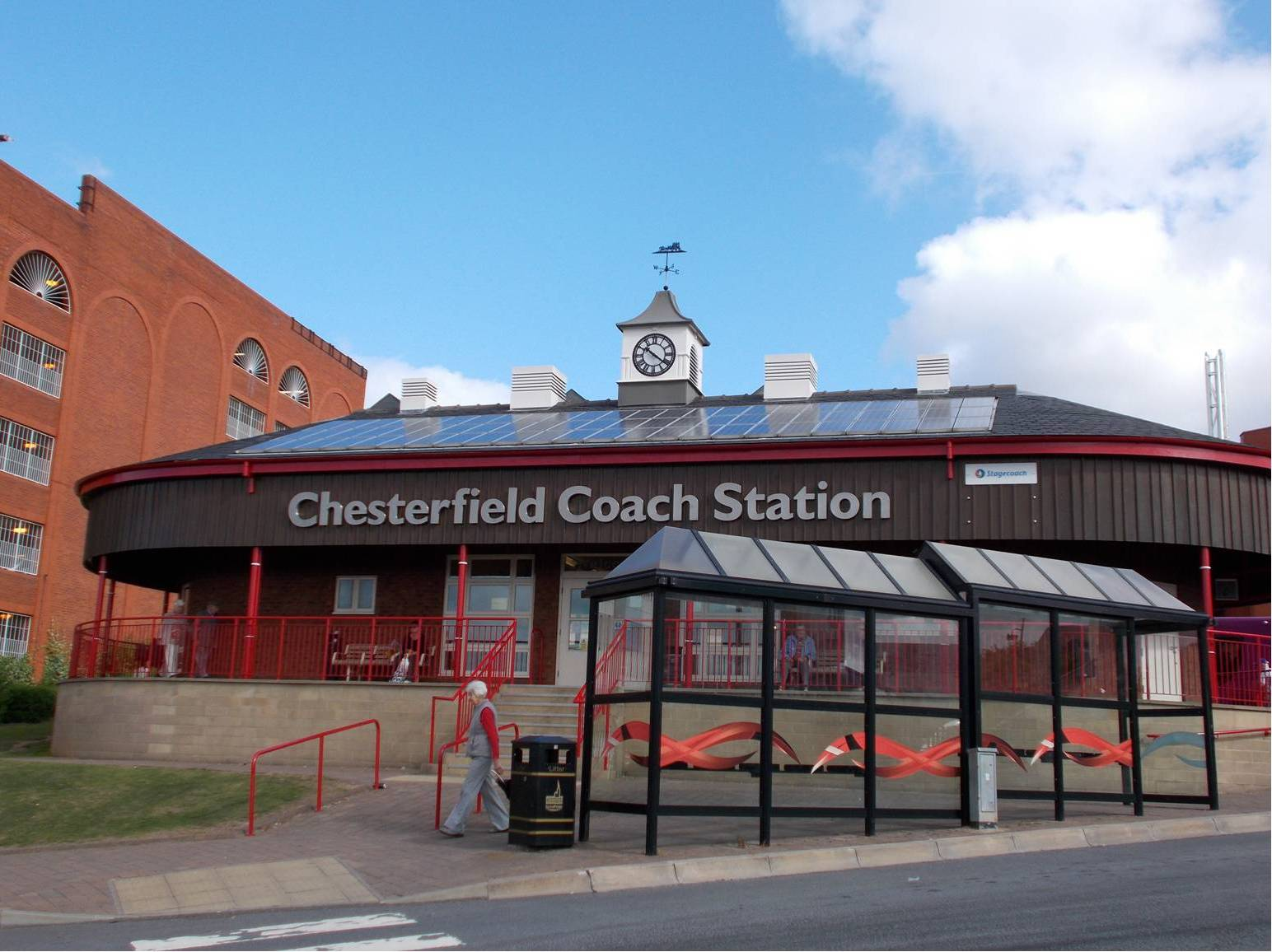
Автовокзал Честерфілд

Основним оператором автобусів у Честерфілді є «Stagecoach in Chesterfield», серед інших операторів — «Henry Hulleys», «Trent Barton» та «TM Travel». Автобуси зупиняються в декількох місцях навколо центру міста, а не на центральній автобусній станції. Новий автовокзал Честерфілд був відкритий в 2005 році, побудований на місці старого; на ньому зупиняються автобуси компаній «Stagecoach» та «National Express coach».

### Залізниці
Залізнична станція Честерфілд належить до «Мідленд Мейн Лайн». Три залізничні компанії надають місцеві та національні послуги перевезень через станцію:
- «East Midlands Trains» з'єднує Честерфілд з вокзалом Ст. Панкрасс Інтернешнл у Лондоні та містами Шеффілд, Лестер, Лідс, Ліверпуль, Манчестер, Ноттінгем та Норвіч,
- «CrossCountry» — з містами Абердин, Бірмінгем, Борнмут, Бристоль, Единбург, Глазго, Ньюкасл-апон-Тайн, Пензанс, Плімут і Йорк, і
- «Northern» — з містами Барнслі, Лідс, Ноттінгем, Вейкфілд і Шеффілд

Честерфілд раніше мав дві інші залізничні станції, які зараз закриті.

## Церква Святої Марії та Всіх святих

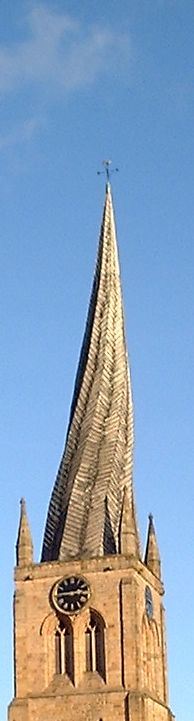
Кривий шпиль сьогодні

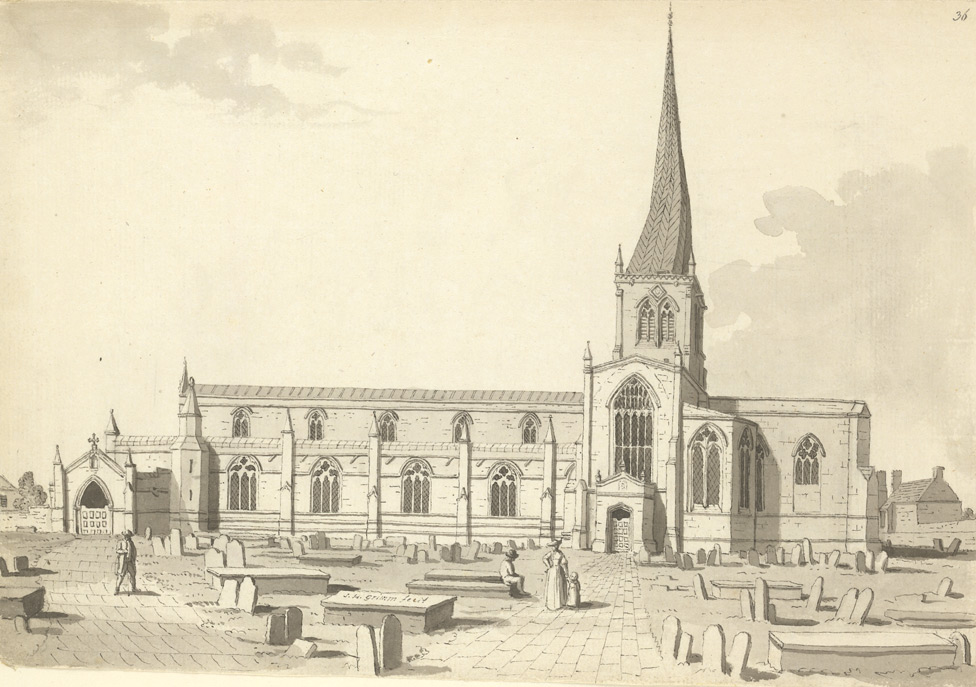
Церква в 18 столітті, замальовка Самуеля Ієроніма Грімма.

Честерфілд, мабуть, найвідоміший за «кривий шпиль» церкви Святої Марії і Всіх святих.
Шпиль є одночасно скручений на 45 градусів і нахилений на 2,9 метрів від його істинного центру. Фольклор розповідає, що коваль з Болсовера неправильно підкував диявола, який від болю перестрибнув через шпиль, вибивши його з форми. В реальності схилення шпиля було обумовлене різними причинами, включаючи відсутність кваліфікованих майстрів (чорна смерть пройшла лише за дванадцять років до завершення шпилю), використання непросушеної деревини і недостатніх перехресних кріплень. Зараз вважається, що вигин почався, коли оригінальні дерев'яні плитки даху були замінені важчим шифером і свинцем. Вигин шпиля в напрямку сонця і було викликаний тепловим розширенням і вагою, для якої він ніколи не був призначений. Також немає записів про вигин до закінчення заміни шиферу. Вежа, яка завершується шпилем, містить 10 дзвонів. Ці дзвони були відлиті в 1947 році «Whitechapel Bell Foundry» в Лондоні, замінивши попередні. Найбільший важить 1300 кг.

## Відомі люди
Відомі люди родом з Честерфілду або пов'язані з містом:
- Олав Бейден-Павелл, дружина Роберта Бейден-Павелла[18]
- Мартін П. Кейсі, басист The Bad Seeds та у минулому Grinderman
- Барбара Касл, колишній міністр лейбористів[19]
- Річард Доусон, колишній футболіст, який грав за Ротергем Юнайтед, Донкастер Роверз та ФК Честерфілд.
- Томас Гаскойн,[20] професіональний велогонщик, який встановив світові рекорди на 25 миль та спринтерську чверть милі. Загинув у Битві біля Пашендейле.
- сер Джон Герт, актор
- сер Роберт Робінсон, нобелівський лауреат за працю щодо хімії рослинних фарбників (антоціанів) та алкалоїдів[21]
- Марк Веббер, гітарист групи Pulp та куратор авандгардного кіно
- Пітер Райт, офіцер MI5 та автор «Spycatcher»[22]
- Гордон Бенкс, воротар, який вигравав за Англію Чемпіонат Світу, грав за Честерфілд між 1955 і 1959.
- Джефф Кейпс, двічі переможець «Найсильнішої людини світу».
- Еразм Дарвін, (12 грудня 1731 — 18 квітня 1802), один із засновників Місячного товариства.
- Джордж Стефенсон, інженер, який побудував першу публічну залізницю в світі з використанням паровозів[23].
- Джон Герт (1940—2017) — англійський актор.

## Міста-побратими
| - Дармштадт, Німеччина - Труа, Франція - Янцюань, Шаньсі, Китай - Цумеб, Намібія |